# 肥塚正史
肥塚 正史（こいづか まさし）は、日本のアニメーター、アニメーション演出家。

## 参加作品
- .hack//黄昏の腕輪伝説（2003年、原画）
- IGPX（2003年、動画検査）
- AVENGER（2003年、原画）
- MADLAX（2004年、原画・動画チェック）
- 巌窟王（2004年 - 2005年、原画）
- ツバサ・クロニクル 第1シリーズ（2005年、コンセプトデザイン・原画）
- 家庭教師ヒットマンREBORN!（2006年 - 2010年、原画）
- スパイダーライダーズ 〜オラクルの勇者たち〜（2006年、コンセプトデザイン・原画）
- .hack//Roots（2006年、原画）
- ヒロイック・エイジ（2007年、原画）
- BACCANO! -バッカーノ!-（2007年、原画）
- エル・カザド（2007年、メカデザイン・作画監督・原画）
- スパイダーライダーズ 〜よみがえる太陽〜（2007年、原画）
- 機動戦士ガンダム00（2007年 - 2008年、原画）
- 紅 -kure-nai-（2008年、原画）
- 無限の住人（2008年、得物デザイン・レイアウト・作画監督補佐・原画）
- RD 潜脳調査室（2008年、作画監督・原画）
- Phantom 〜Requiem for the Phantom〜（2009年、原画）
- ヒゲぴよ（2009年 - 2010年、演出・原画）
- グイン・サーガ（2009年、作画監督）
- 東京マグニチュード8.0（2009年、作画監督・作画監督協力・原画）
- デュラララ!!（2010年、小物デザイン・原画）
- 花咲くいろは（2011年、作画監督・原画）
- へうげもの（2011年 - 2012年、作画監督・原画）
- 輪るピングドラム（2011年、原画）
- ギルティクラウン（2011年 - 2012年、作画監督・作画監督補佐・原画・第二原画）
- ROBOTICS;NOTES（2012年 - 2013年、演出・原画）
- 進撃の巨人（2013年、助監督・プロップデザイン・サブキャラクターデザイン・絵コンテ・演出・総作画監督補佐・原画）
- 終わりのセラフ（2015年、副監督・演出・コンテ）
- 進撃の巨人 Season 2（2017年、監督・絵コンテ）
- 進撃の巨人 Season 3（2018年 - 2019年、監督）
- ムーンライズ（2024年、監督・シリーズ構成・脚本・絵コンテ）[1]
- THE ONE PIECE（時期未発表、監督）[2]